# Барон, Леонид Иосифович
Леони́д Ио́сифович Баро́н (1969—2009) — российский экономический и политический деятель, правительственный эксперт по вопросам экономики, кандидат экономических наук. Доцент кафедры банковского дела Высшей школы экономики, автор более 40 публикаций, преимущественно по управлению и финансам. Убит в Москве 5 февраля 2009, похоронен на Троекуровском кладбище.

## Образование
- В 1991 — окончил биологический факультет МГУ им. Ломоносова,
- В 1993—1995 — стажировка в бизнес-школе Университета Кейо (Токио).
- В 1995 — окончил Финансовую академию при правительстве РФ по специальности «экономист в области банковского и страхового дела».
- В 1996 — окончил аспирантуру экономического факультета МГУ, диссертационная работа «Анализ проблем адаптации японской системы управления при работе японских транснациональных корпораций за границами Японии»[3].
- В 2000 — окончил Финансовую академию при правительстве РФ по специальности «антикризисное управление».
- В 2002 — факультет юриспруденции ГУ «Высшая школа экономики» (по специальности «гражданское право, правовое регулирование экономики»)
- В 2005 — окончил французскую бизнес-школу INSEAD по специальности Executive MBA.

## Карьера
- 1990 — эксперт-консультант фондового отдела Российского инвестиционного акционерного общества («РИНАКО»). С 1993 — руководитель управления финансовых операций общества, финансовый директор «РИНАКО». Впоследствии, занимал ряд руководящих позиций в банках России, таких как: «Внешторгбанк», «Росгосстрах», «Росэксимгарант» и т. д.
- 1996—1997 — советник министра экономики РФ по вопросам финансов и инвестиций.
- 1997—2000 — руководитель департамента кредитной политики и финансовых рынков министерства экономики РФ.
- 2000—2002 — заместитель генерального директора ОАО «Российский банк развития»
- С 2002 — заместитель генерального директора российского подразделения компании «Africa Israel Investments Ltd».
- С 2007 году возглавил Институт социально-экономического и инвестиционного проектирования.

## Политика и общественная деятельность
Леонид Барон в разное время входил в состав нескольких экспертных советов Госдумы. В конце 1990-х — советник председателя Совета Федерации Федерального Собрания РФ по социально-экономическому, финансовому и инвестиционному блоку, и член Научно-экспертного совета при председателе Совета Федерации РФ С. М. Миронове. Соратник Миронова в созданной им «Партии жизни», где Леонида Барона называли «экономическим идеологом» партии.

Леонид Барон входил в состав редакционных советов ряда экономических журналов «Финансист», «Финансы России» и «Промышленная политика в Российской Федерации». С 2007 года — член попечительского совета Гильдии инвестиционных и финансовых аналитиков России.

## Обстоятельства гибели
5 февраля 2009 тело Леонида Барона было обнаружено в его квартире на Осеннем бульваре в Москве. На теле погибшего обнаружено два огнестрельных ранения, а также травма в области головы, предположительно, полученная им при падении. По факту умышленного убийства ГУВД Москвы было возбуждено уголовное дело. На следующий же день были задержаны двое подозреваемых в совершении данного убийства — студент третьего курса Московского государственного педагогического университета Дмитрий Медведев (1988 г. р.), и студент второго курса Академического международного института Иван Новиков (1989 г. р.), позже им предъявлены обвинения и избрана мера пресечения — содержание под стражей. 6 февраля глава следственного управления СКП по Москве Анатолий Багмет объявил, что данное убийство раскрыто по горячим следам. Предварительное дознание установило, что обвиняемые убили Барона с целью ограбления. По данным расследования, организатором убийства стал студент Новиков, девушка которого жила по соседству с Леонидом Бароном. Новиков был вхож в дом Барона, так как выполнял за небольшую плату его поручения. Позарившись на богатое убранство квартиры, Новиков решил его ограбить, и под видом покупателя автомобиля Audi, который Барон намеревался продавать, привёл к Леониду Барону своего сообщника Медведева. В разгар обсуждения покупки один из обвиняемых выхватил заблаговременно приобретённый пистолет «Байкал» и потребовал у Барона отдать им все деньги. Барон оказал сопротивление, но преступник выстрелил ему три раза в грудь. После этого преступники похитили документы на автомобиль, 122 тысячи рублей, наручные часы Piaget стоимостью 499 тысяч рублей, и скрылись.
В августе 2009 года состоялся суд, который признал обвиняемых виновными по всем пунктам обвинения (убийство, разбойное нападение, незаконное приобретение, хранение, ношение огнестрельного оружия и боеприпасов), и приговорил Новикова к 15 годам, а Медведева к 14 годам заключения. Кроме этого, суд взыскал с Новикова 3 млн рублей, а с Медведева — 2 млн рублей в пользу матери убитого.

## Из библиографии
- Когда банки сотрудничают с государством — страна процветает // Япония сегодня. — М.: 1994. — № 8. — с. 6-7.
- Творческие искания в искусстве управления // Япония сегодня. — М: 1994. — № 11.-с. 6-7, № 12. -с. 12-13.
- Социальные цели и социальная реформа / М.: Институт экономики РАН, 1994. (в соавторстве)
- Российская финансовая система: история и современные этапы // Tsusho Journal. — 1994. — № 7. — с.28-32. — (на японском языке).
- Обычаи делового оборота в российско-японских бизнес-культурах: сходства и различия// Tsusho Journal. — 1994. -№ 10.-с.3-10.- (на японском языке)
- Бюджет развития по-японски // Япония сегодня. — М.: 1997.- № 9. — с. 4—7.
- Эффективность действующего налогового законодательства / Реформ-клуб «Взаимодействие». — М.: 1997. — № 5. — с. 2-23. — в соавторстве.
- Страхование и перестрахование крупных производственных и технологических рисков: опыт и практика. / Материалы круглого стола "Международный конгресс «Проблемы страхования в аспекте национальной безопасности» 19-20 мая 1998 г. Межпарламентской ассамблеи государств-участников содружества независимых государств, Межрегиональной общественной организации «Академия национальной безопасности». — С.-Пб.: 1998. — С. 320—348. (в соавторстве).
- К вопросу о налогообложении малого бизнеса по принципу вмененного дохода // Налоги. — М.: 1998. — № 2 — с. 3-13. (в соавторстве).
- Статистический фантом // Металлы Евразии — М.: 1998. — № 3. — с. 22 — 26.
- О концепции упрощенной системы налогообложения субъектов малого предпринимательства. / Материалы круглого стола «Налоговый кодекс — ориентация на экономический рост» 21.04.98 г. — М.: Институт экономики РАН, 1998. — с. 92-101.
- Нежеланное дитя противоречивых страстей // Нефтегазовая вертикаль. — М.: 1998.-№ 3-с. 18-22.
- Главное звено в экономических цепях России // Нефтегазовая вертикаль. — М.: 1999.-№ 1.-с. 6-12.
- Антиинфляционная политика и стратегия экономического роста // Деньги и кредит. — М.: 1999. — № 1. — с. 65-74. (в соавторстве).
- Роль государства в разрешении кризиса платежно-расчетных отношений в нефинансовом секторе экономики России // Бюллетень финансовой информации. — М, 1999. — № 1-2 (44-45) — с. 12-14.
- Взаимозачёт-99. Посредникам придётся потесниться // Банковское дело в Москве. — М., 1999. — № 4 (52). — С.44-46.
- Роль банка развития в реформировании экономики России // Индикатор. — М., 1999.-№ 9-10 (26)-с. 15-16.
- Не дать задолженности разрастаться // Экономика и жизнь. — М., 1999. — № 15 — с. 3.
- Финансовые аспекты текущей экономической политики и национальной безопасности России / Экономические исследования Института: итоги и перспективы. Материалы «Круглых столов». М.: Институт экономики РАН. 2000. — с. 350—358.
- Нормализация платежно-расчетных отношений и инвестиционный процесс в реальном секторе экономики // Инфляция и инфляционная политика в России / Под ред. Л. Н. Красавиной. — М.: Финансы и статистика, 2000. С. 195—200.
- Диспропорции в развитии банковского и нефинансового секторов экономики России // Вопросы экономики — М., 2003. — № 3 — C.10З—111. (в соавторстве).
- Антимонопольная политика и развитие конкуренции на финансовом рынке / [Л. И. Барон, к.э.н., А. В. Данилова, к.э.н., Р. А. Кокорев, к.э.н., Г. С. Панова, д.э.н., проф., действ. чл. Акад. экон. наук и предпринимат. деятельности] ; Бюро экон. анализа. — М. : ТЕИС, 2003. — 166, [1] с. : ил. ; 23 см. Авт. указаны на обороте тит. л. — Рез. на англ. яз. — Библиогр.: с. 158—160 (37 назв.). — 1000 экз. — ISBN 5-7218-0557-9 (в соавторстве).
- Экономическая программа практических действий / Рос. партия Жизни; [Л. Барон и др.]. — М. : Изд. дом Ключ-С, 2003 (ОАО Можайский полигр. комб.). — 214, [1] с. : ил., табл. ; 21 см 2000 экз. — ISBN 5-93136-021-8 (в соавторстве).
- Бухучет — это отчет, аналитика и управление // Мировой опыт и экономика России. 2006, № 1(4). — с. 28-31.